# あさ おきたん
「あさ おきたん」は、日本の歌。作詞：阪田寛夫、作曲：大中恩。

## 概要
男の子が朝起きて、日が差して、パジャマを脱いで、猫も登場して、歯磨きや朝食や洗顔などがあって、学校へ行く時に、男の子は、猫と一緒に駆けた表現した歌。歌詞のすべての行の最後が「たん」または「てん」で終わっている。
1982年4月・5月、渡辺博史の編曲、少年少女合唱団みずうみの歌により、NHKの『みんなのうた』で放送された。
映像は南家こうじが制作したアニメーション。
2013年8月3日・31日には「みんなのうたリクエスト」枠にて、24年ぶりに再放送された。そして2023年4月 - 5月には定時番組で34年ぶりに再放送。

## シングル収録曲
『みんなのうた』での放送当時、少年少女合唱団みずうみの歌で東芝EMIからシングルとして発売された。規格品番はTC-16012。
1. あさ おきたん
  - 作詞：阪田寛夫、作曲：大中恩、歌：少年少女合唱団みずうみ
2. おもいでのアルバム
  - 作詞：増子とし、作曲：本多鉄麿、編曲：小森昭宏、歌：森田克子、サカモト児童合唱団